# Валентинов Микола Владиславович
Мико́ла Владисла́вович Валенти́нов (справжнє прізвище Вольський; рос. Николай Владиславович Валентинов; нар. 7 (19) травня 1879, місто Моршанськ Тамбовської губернії, нині один із районних центрів Тамбовської області Російської Федерації — пом. 26 серпня 1964, Плессі-Робінсон під Парижем, Франція) — російський публіцист і філософ.

## Біографія
Микола Вольський походив із потомственої дворянської родини. Його батько був повітовим предводителем дворянства. Мати, уроджена Римарьова, була з багатої поміщицької родини кіннозаводчиків.
Від 1896 року навчався з перервами в Петербурзькому гірничому, Петербурзькому та Київському технологічних інститутах. У Санкт-Петербурзі під впливом професора Михайла Туган-Барановського став марксистом.
Після II з'їзду РСДРП, що відбувся у липні — серпні 1903 року, деякий час примикав до більшовиків. 1904 року, щоб уникнути арешту, Вольський за порадою Гліба Кржижановського, який передав йому свого листа до Леніна, через Кам'янець-Подільський утік за кордон. У Женеві на деякий час близько зійшовся з Леніним. Але духовна незалежність Вольського, потреба мислити по-своєму швидко призвела до розриву з Леніним і більшовиками. Потім Микола Владиславович зблизився з меншовиками. 1917 року вийшов з партії.
Від 1922 року був заступник редактора «Торгово-промышленной газеты»; працював у торговельному представництві СРСР в Парижі. Від кінця 1930 року — емігрант.

## Філософські погляди
Виходячи з думки про те, що марксизм існує лише у вигляді «елементів», «наукового матеріалу», з якого повинна бути побудована «нова історія соціалізму», що у Маркса і Енгельса філософія намічена лише «загальними штрихами», Валентинов вважав, що «нова філософія марксизму» може бути побудована шляхом з'єднання принципів марксистського вчення з «цінними сторонами» філософських принципів «критичного реалізму» Ріхарда Авенаріуса й Ернста Маха. З питання про співвідношення марксизму та махізму обмінявся листами з Махом, але останній ухилився від підтвердження зв'язку між емпіріокритицизмом і марксизмом.
У роки еміграції — активний супротивник радянської влади. У роботах про Леніна («Зустрічі з В. І. Леніним», 1953, та ін) міститься матеріал про філософські дискусії в середовищі російської соціал-демократії початку XX століття.